# Boninosuccinea ogasawarae
Boninosuccinea ogasawarae là một loài ốc đất liền hô hấp trên cạn, là động vật thân mềm chân bụng sống trên cạn thuộc họ Succineidae.

## Phân bố
Loài ốc này là đặc hữu của Nhật Bản.